# Коломийка (пісня)
«Коломийка» — пісня Руслани Лижичко з альбому «Дикі танці» 2003 року. Авторами даної пісні є Руслана Лижичко та Олександр Ксенофонтов. До пісні було відзняте відео.

## Відеокліп
Відео вперше потрапило у ефір українських телеканалів 2003 року. На початку відео показано чоловіка, що приїжджає на автобусі ПАЗ-672 до гуцульського села, де пізніше він переглядає виступи різних людей (схоже на кастинговий відбір), але його задовольняє лише Руслана, що з'являється останньою.
Паралельно показано концерт Руслани в оточенні танцюючих селян у цій самій хаті.

## Цікаві факти
- Назву пісні в кліпі обіграно каламбуром: на стіні висить оголошення «Кастінг зірок коло мийки» (слово «кастінг» закреслене і поверх написано «вибори»).
- Серед з кандидатів на «виборах зірок» можна побачити чоловіка у формі бійця УПА з MP-40.